# Powellophis andina
Powellophis andina (лат.) — вид вымерших змей из семейства Madtsoiidae, единственный в роде Powellophis. Известен по ископаемым остаткам из отложений формации Меалла (Mealla Formation) в северо-западной Аргентине, датируемых средним — верхним палеоценом (около 61—57 млн лет).
Вид и род описаны в 2022 году по остаткам сочленённого посткраниального скелета. Длина змеи оценивается приблизительно в 3 метра. Её позвоночник обладает морфологией, схожей с таковой у других представителей Madtsoiidae среднего и крупного размера. Открытие Powellophis andina заполняет пробел между разнообразными Madtsoiidae из верхнего мела и эоцена — олигоцена Южной Америки, подтверждая, что змеи этого семейства обитали в северной части Гондваны во времена раннего палеогена.